# 루파

이스턴하일랜즈 주의 지도

루파(Lufa)는 파푸아뉴기니의 이스턴하일랜즈 주에 있는 군이다. 같은 이름의 도시를 군청 소재지로 하고 있다.